# Fampoux British Cemetery
Le Fampoux British Cemetery est un cimetière militaire de la Première Guerre mondiale, situé sur le territoire de la commune de Fampoux, dans le département du Pas-de-Calais, au nord-est d'Arras.

## Localisation
Ce cimetière est situé au nord-ouest du village est accessible après avoir emprunté un chemin vicinal de la rue Voie-Herbeuse sur 800 m.

## Histoire

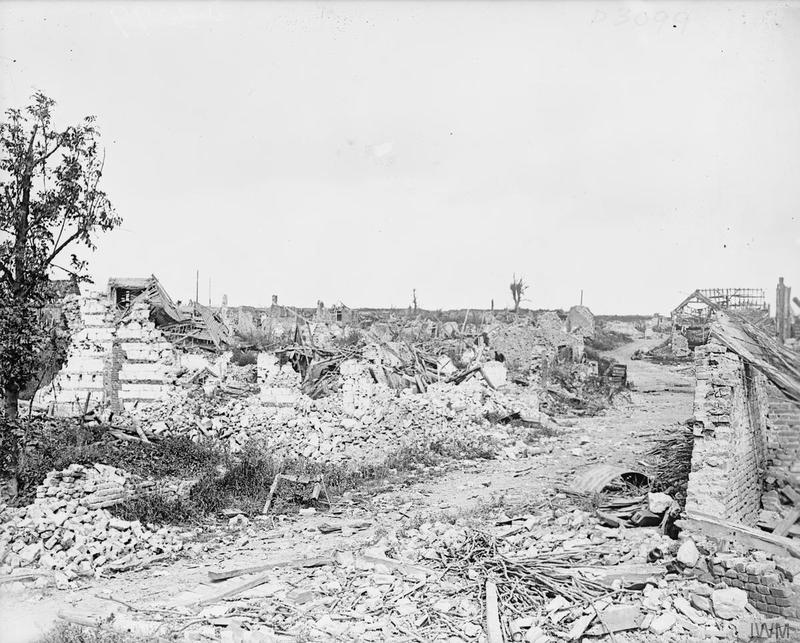
Les ruines de Fampoux libérée par la 51e Division britannique le 29 août 1918.

Le village de Fampoux, aux mains des Allemands depuis le début de la guerre, est pris par les troupes du Commonwealth le 9 avril 1917 au début de la Bataille d'Arras.
Il est perdu fin mars 1918 lors de l'offensive du printemps de l'armée allemande, puis repris définitivement le 26 août suivant par la 51e division d'infanterie (Highland).
Le cimetière britannique de Fampoux (appelé autrefois cimetière Helena Trench) est commencé en avril-juin 1917 et réutilisé  en 1918. Il comporte 118 sépultures de la Première Guerre mondiale, dont 8 ne sont pas identifiées.

## Caractéristiques
Ce  cimetière, entièrement clos d'une muret de moellons, a un plan rectangulaire de 25 m sur 10. 
Il est conçu par l'architecte britannique Noel Ackroyd Rew  (d).

## Sépultures
| Pays           | Sépultures |
| -------------- | ---------- |
| Royaume-Uni    | 99         |
| Afrique du Sud | 19         |
| Total          | 118        |

## Galerie

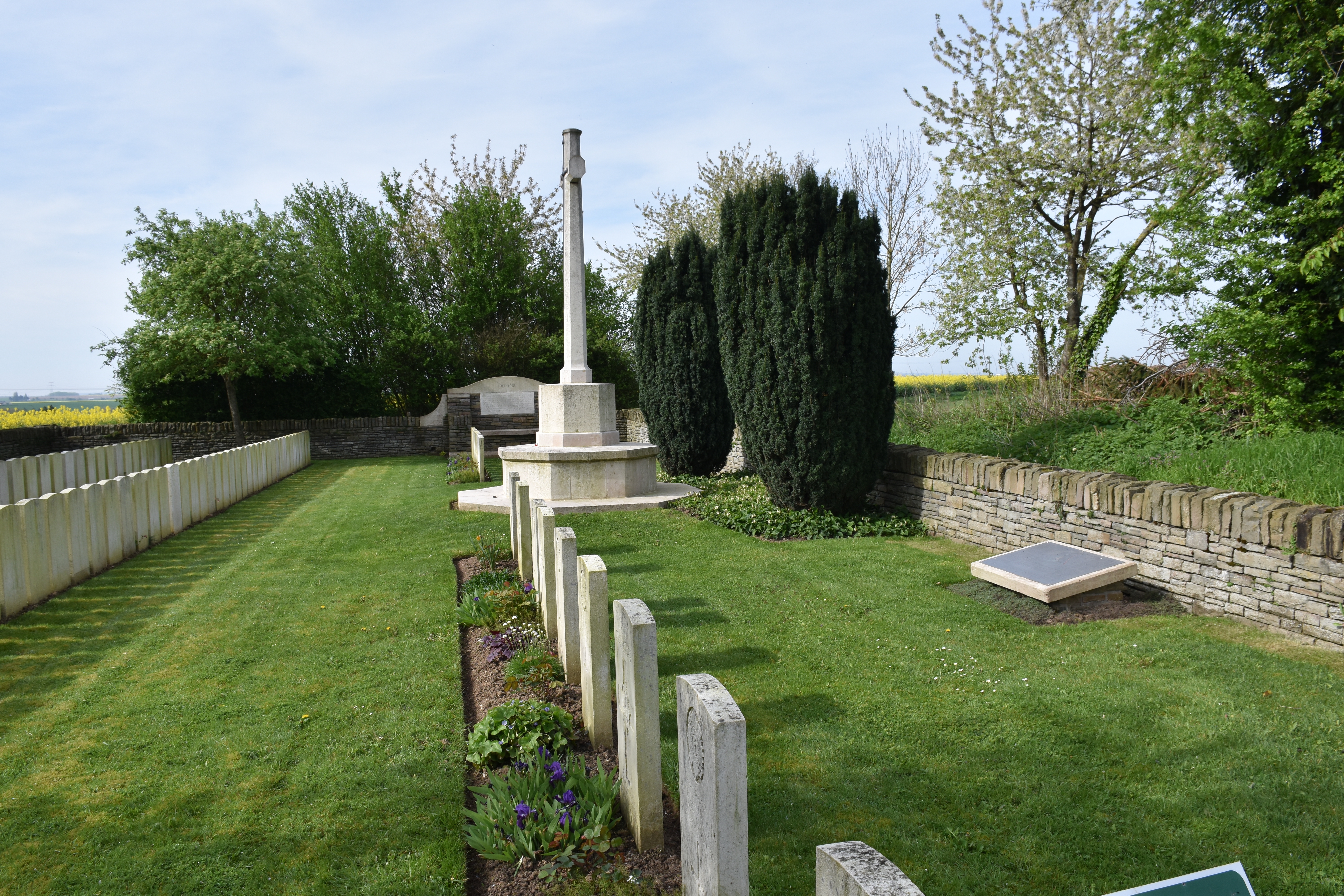
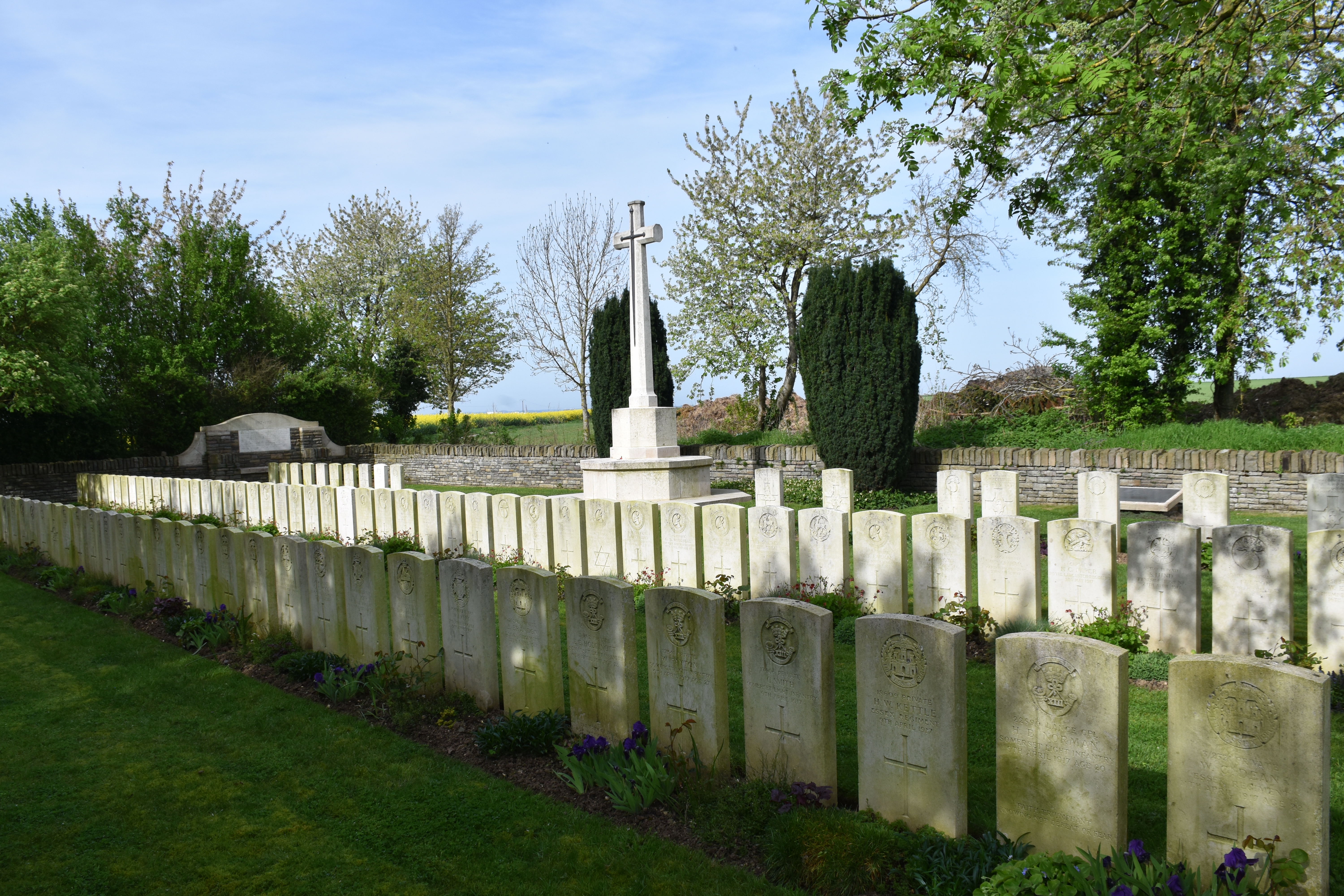
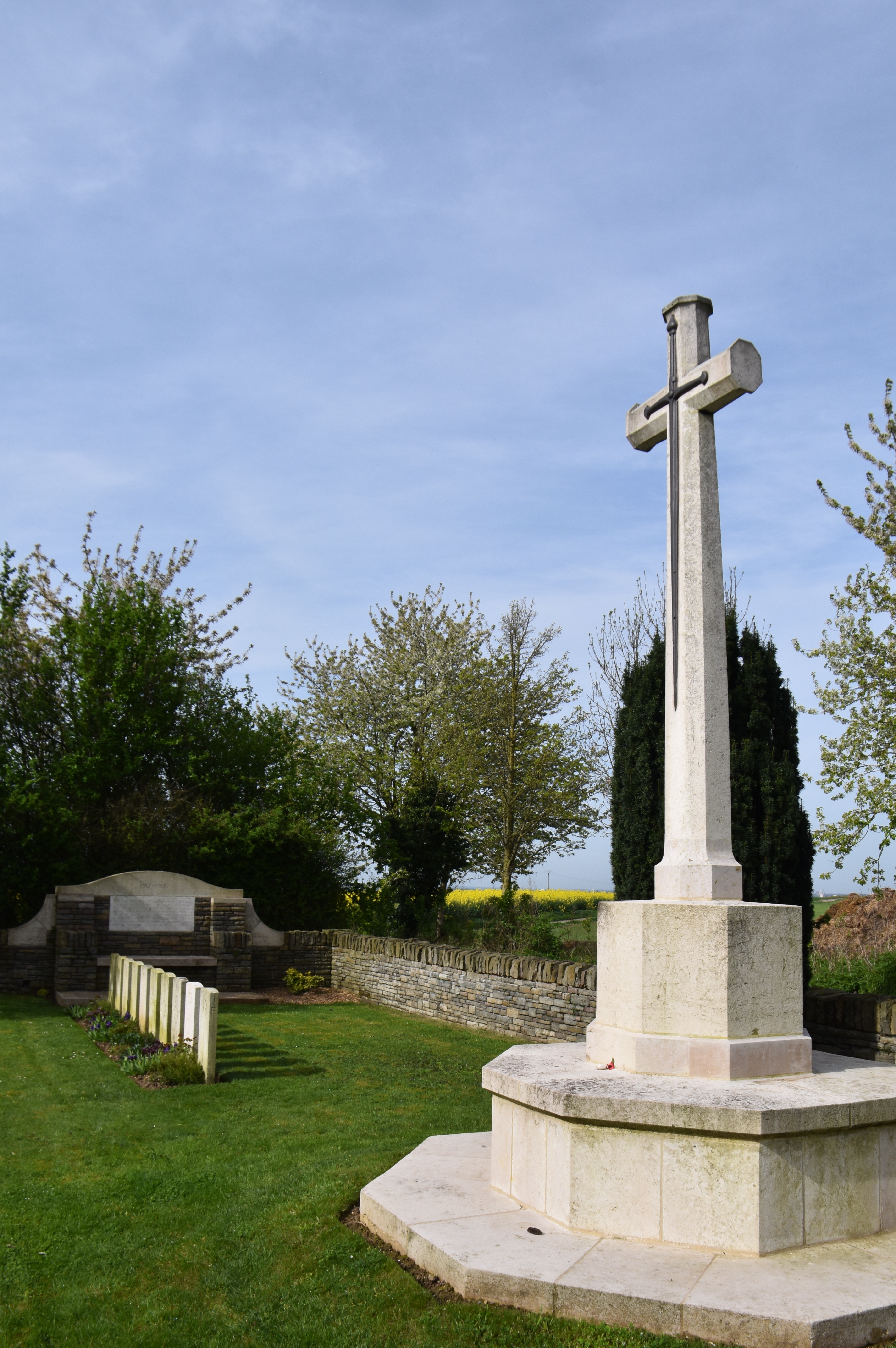
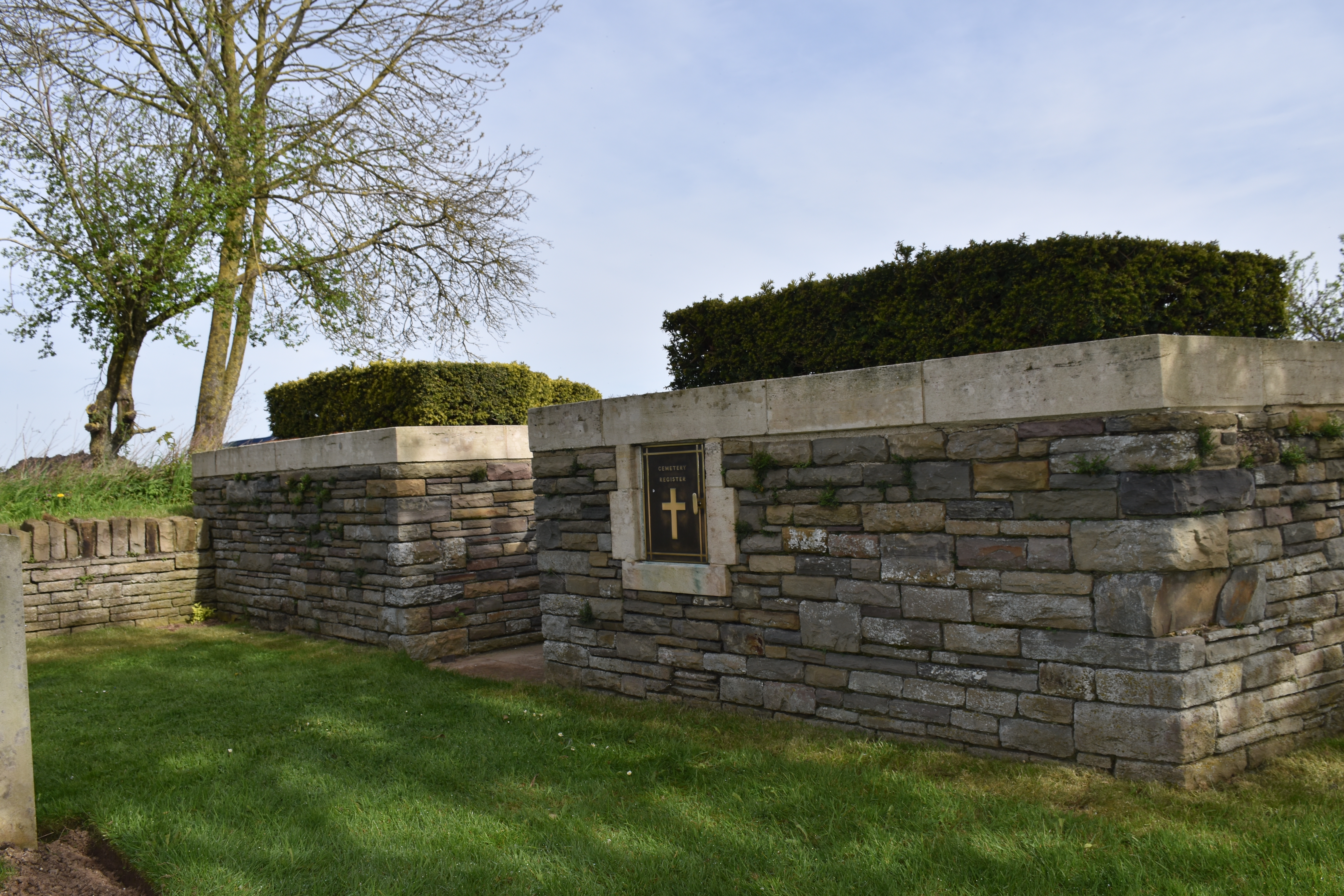
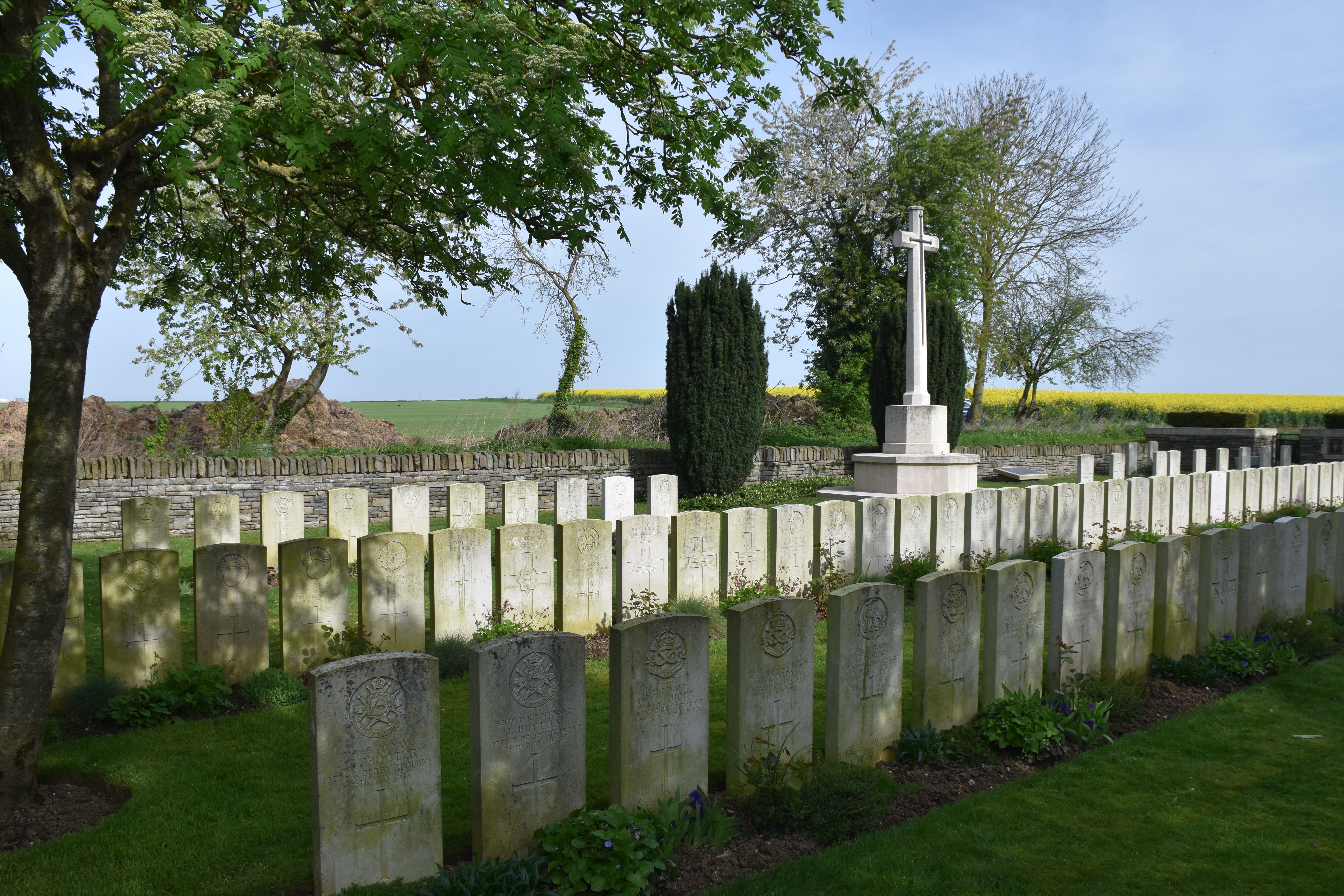
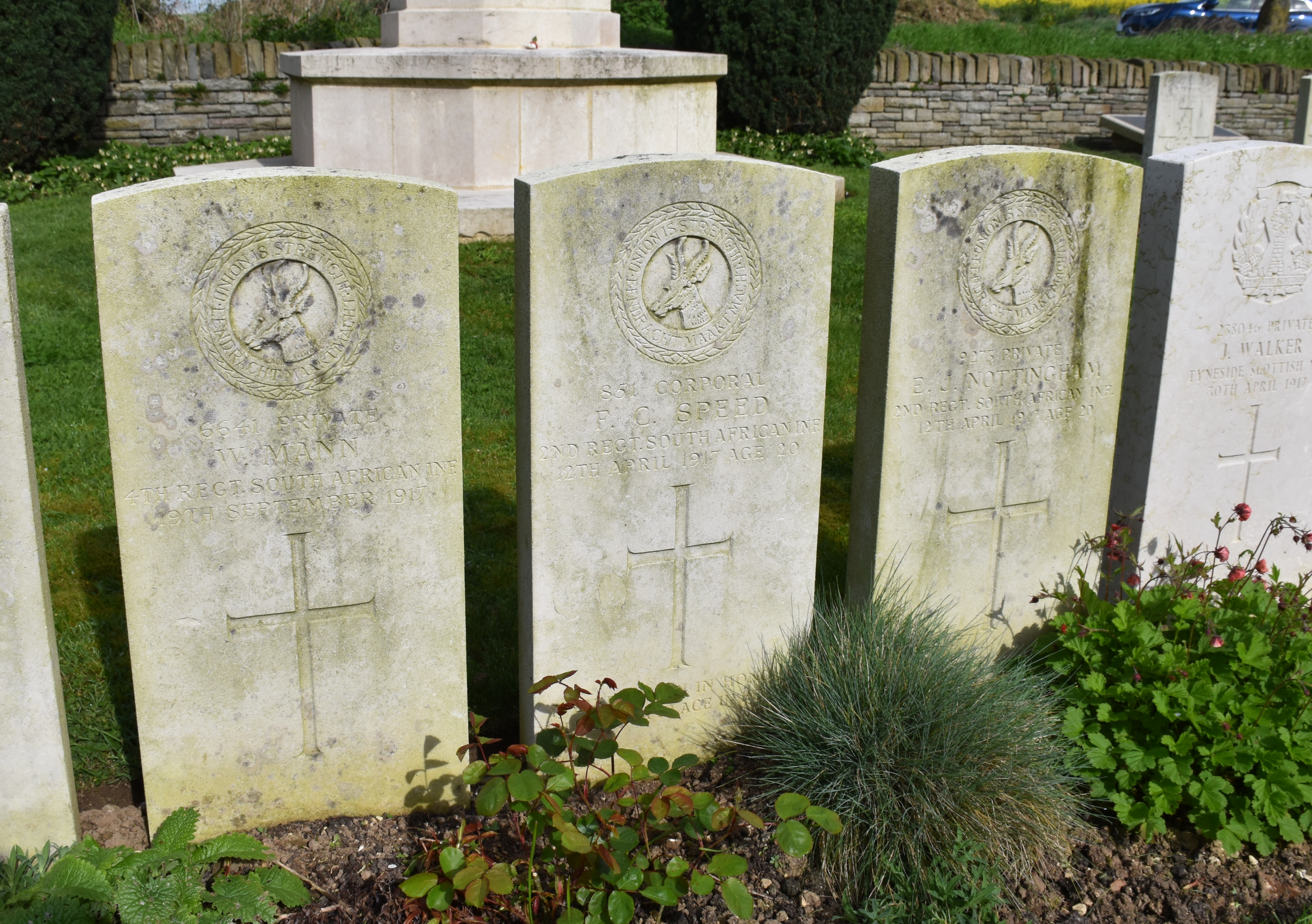
Tombe de trois soldats sud-africains.

## Pour approfondir